# Марк Геренній Піцен
Марк Геренній Піцен (лат. Marcus Herennius Picens; ? — після 2) — державний діяч часів ранньої Римської імперії, консул-суффект 1 року нашої ери.

## Життєпис
Походив зі впливового піценського плебейського роду Геренніїв. Син Марка Гереннія Піцена, консула-суфекта 34 року до н. е. Про молоді роки нічого невідомо.
У 1 році став консулом-суффектом разом з Гаєм Юлієм Цезарем Віпсаніаном. У 2 або 3 році його призначено проконсулом до провінції Азія. Завершення його каденції невідомо. За його наказом здійснено будівельні роботи в Ефесі.
Водночас успадкував від батька патроном міста Вейї. На власний кошт прикрасив місто громадськими будівлями.